# Kvinna vid havet

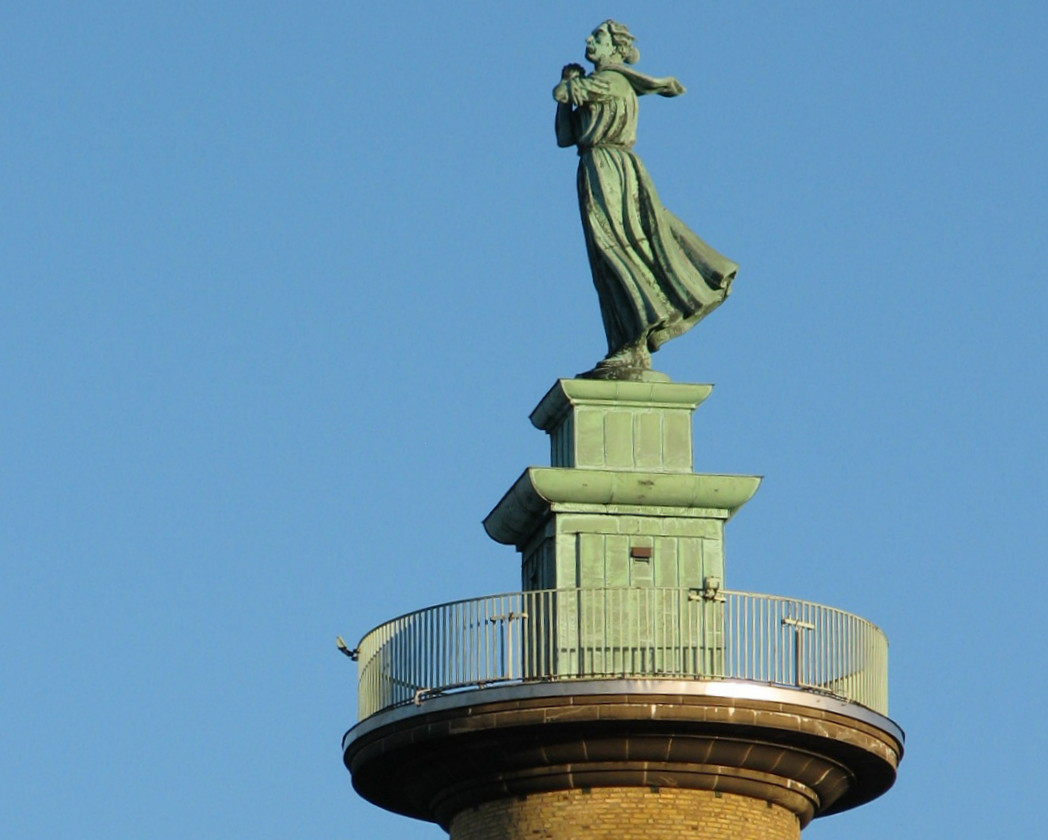
Sjömanshustrun.

Kvinna vid havet, även benämnd Sjömanshustrun, är en skulptur av Ivar Johnsson. Den är placerad på Sjömanstornet vid Sjöfartsmuseet Akvariet i Göteborg.
Sjömanstornet invigdes samtidigt som museet 1933 och bekostades av Nationalfonden för sjökrigets offer. På tornets sockel finns namnen på de 690 svenska sjömän som omkom och 98 fartyg som förliste under första världskriget. Namnen är inhuggna på elva granittavlor, vilka sitter på tornets sockel. Namnen på de omkomna står under de fartyg de arbetade på. Fartygen står i kronologisk ordning efter de datum då de förolyckades.
Skulpturen Kvinna vid havet restes dock, till följd av en byggnadsarbetarstrejk, först i april året därpå. Skulpturen är cirka fem meter hög och gjuten i brons på Meyers konstgjuteri i Stockholm. Toppen av skulpturen står cirka 62 meter över havet.
Skulpturen, som göts på Meyers konstgjuteri i Stockholm, ska påminna om den sörjande sjömanshustrun eller sjömansmodern. Konstnärens intentioner var dock också att påminna de sjömän som lämnade Göteborgs hamn om de hemmavarandes tankar och förböner.